# Psathyrella romellii
Psathyrella romellii är en svampart som tillhör divisionen basidiesvampar, och som beskrevs av L. Örstadius. Psathyrella romellii ingår i släktet Psathyrella, och familjen Psathyrellaceae. Arten är reproducerande i Sverige.